# Obelisc de Luxor

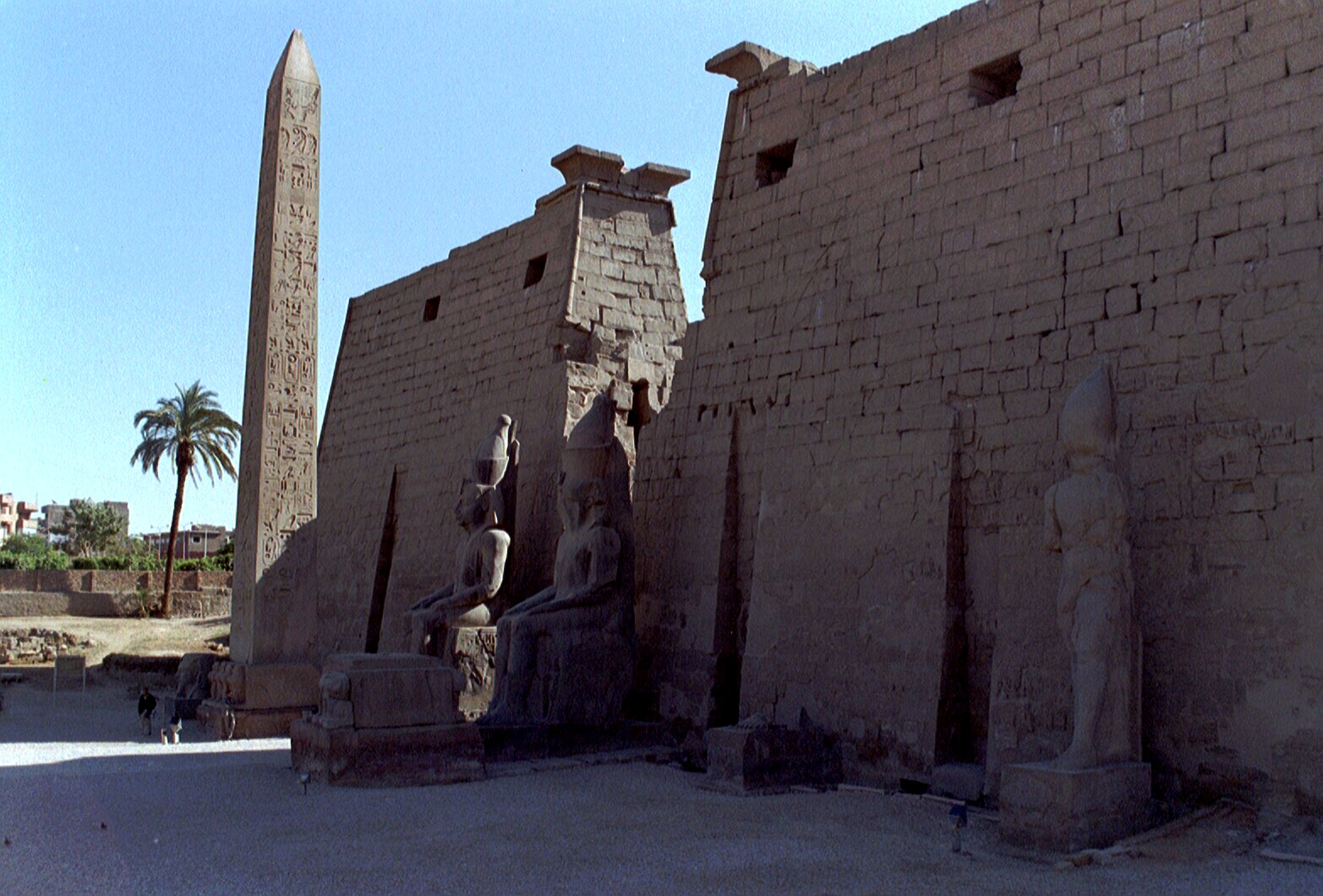
L'entrada del temple de Luxor; en 1r pla, el buit deixat per l'obelisc que hi manca.

L'obelisc de Luxor és un obelisc de granit rosa que prové originalment del temple de Luxor a Egipte i que, des del 1836, es troba al centre de la plaça de la Concorde a París.

## Història
Va ser Muhàmmad Alí Paixà d'Egipte, qui, a instàncies del baró Taylor, després de Jean-François Champollion, va oferir a França, al començament del 1830, els dos obeliscs erigits davant el temple de Luxor, però només el de dreta (mirant el temple) va ser transportat cap a França. La revolució de 1830 va estar a punt d'ajornar-ho, però Muhammad Alí va confirmar la seva donació el novembre del 1830. Fou Champollion qui va ser encarregat pel rei d'escollir el primer dels dos obeliscs que havia d'arribar a França.
Un vaixell, especialment noliejat per aquesta finalitat, el Luxor, comandat per Raymond de Verninac Saint-Maur, va salpar de Toló l'abril del 1831 i va remuntar el Nil a l'agost. El vaixell va embarcar el monòlit el desembre i va baixar el Nil l'agost del 1832. De tornada a Toló el maig del 1833, va arribar a París l'agost del 1834 després d'haver remuntat el Sena.
Lluís Felip I va decidir erigir-lo al centre de la plaça de la Concorde, a París. La tria d'un monument totalment aliè a la història nacional estava destinada a impedir les baralles i les temptatives d'apropiació d'aquest important lloc de la Revolució Francesa per una o altra facció.

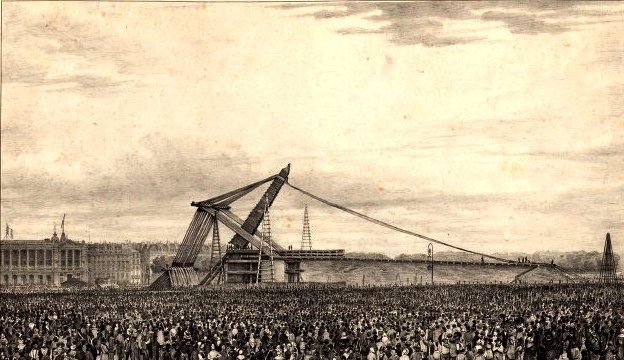
Erecció de l'obelisc el 1836.

Fet de granit rosa d'Assuan, l'obelisc mesura 23 metres d'alçada i pesa 230 tones. Va ser erigit amb una gran celebració, el 25 d'octubre del 1836, per l'enginyer Apollinaire Lebas, amb l'ajut de màquines elevadores i de gegantins cabrestants.
Lluís Felip I, de qui allò fou la primera gran aparició pública des de l'atemptat d'Alibaud del 25 de juny del 1836, no havia volgut córrer el risc del ridícul en cas de fracàs de l'operació. S'havia instal·lat, doncs, discretament, amb la família reial, a les finestres de l'hôtel de la Marine. En el moment que l'obelisc es va posar sobre el seu sòcol, el rei i la seva família van aparèixer al balcó en una escenificació perfectament regulada i van recollir l'ovació de la considerable multitud que s'amuntegava per assistir a l'operació.

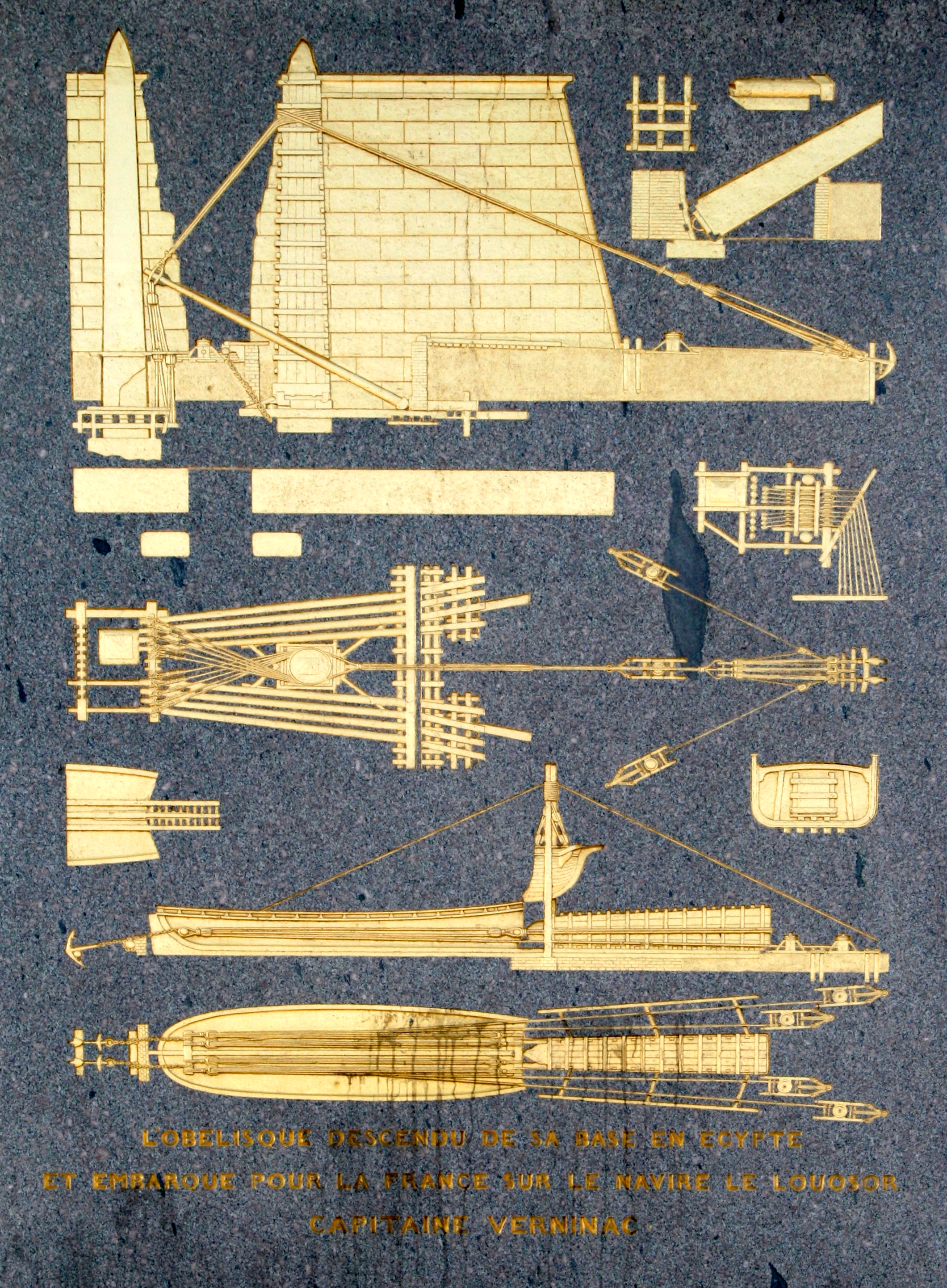
L'obelisc baixat de la seva base a Egipte i embarcat per anar a França.
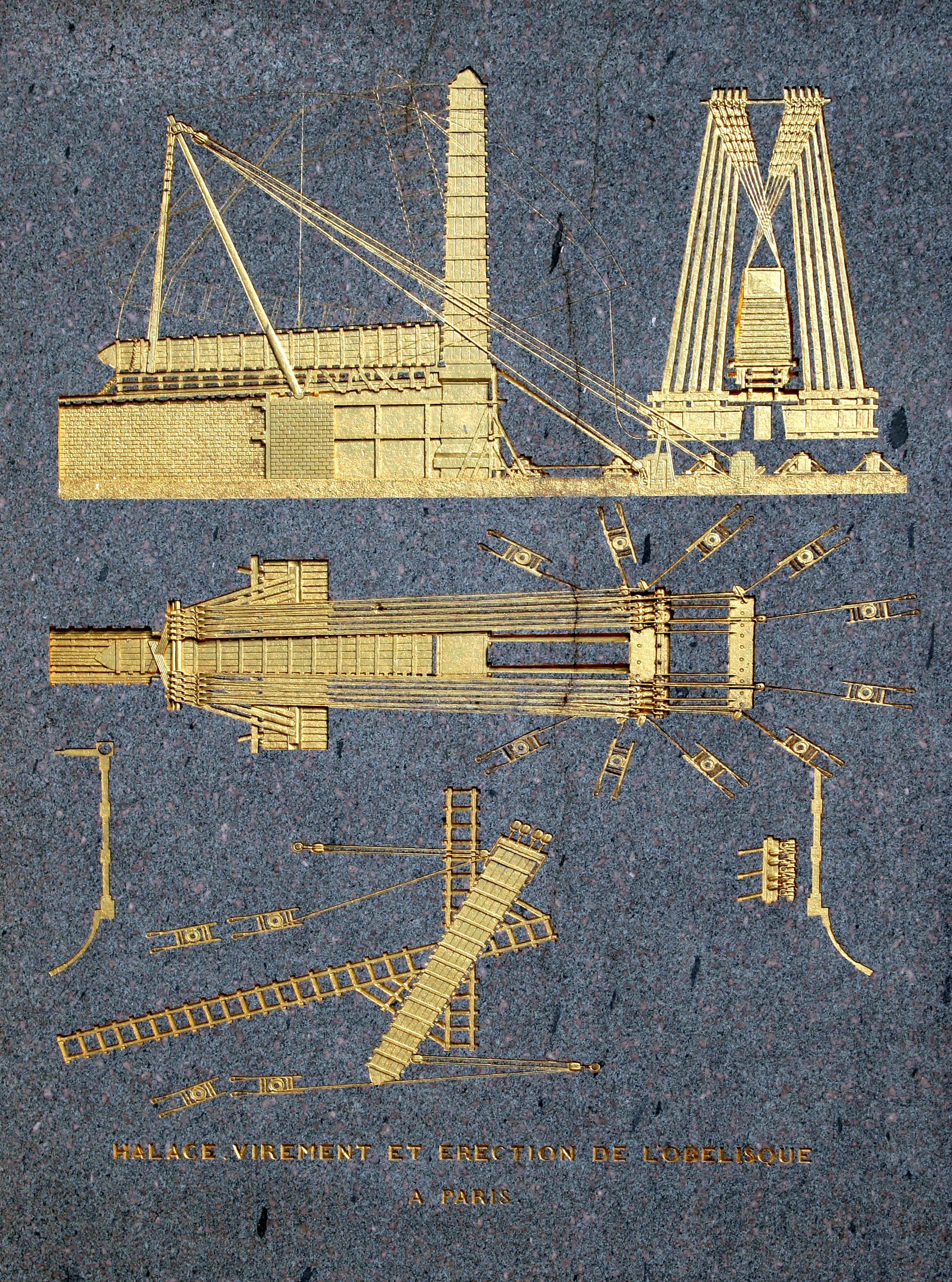
Sirga, transferència i erecció de l'obelisc a París.

A canvi dels obeliscs, França va oferir un rellotge que adorna avui la ciutadella del Caire, però que no va funcionar mai, almenys segons l'opinió dels cairotes. El segon obelisc ha estat tornat oficialment a Egipte pel president François Mitterrand, durant el seu primer septenni.
La base original, amb decoració composta de babuïns, s'exposa al Museu del Louvre.

## Descripció
Entre els jeroglífics que decoren cadascuna de les cares, no es pot oblidar el cartutx de Ramsès II, en el qual es veu el rei fent una ofrena al déu Ammon.
Al cim d'aquest obelisc, s'hi troba un piramidó tan punxegut com brillant, fet de bronze i de fulles d'or, afegit el maig del 1998.